# Charles Farnsley
Charles Rowland Peaslee Farnsley, född 28 mars 1907 i Louisville, Kentucky, död där 19 juni 1990, var en amerikansk demokratisk politiker. Han var Louisvilles borgmästare 1948–1953 och ledamot av USA:s representanthus 1965–1967.
Farnsley avlade 1942 juristexamen vid University of Louisville och inledde därefter sin karriär som advokat i Kentucky. Han grundade förlaget Lost Cause Press. Han efterträdde 1948 E. Leland Taylor som Louisvilles borgmästare och efterträddes 1953 av Andrew Broaddus. Farnsley satt i University of Louisvilles styrelse där han förespråkade afroamerikanernas rätt att studera vid universitetet tillsammans med vita studenter.
Farnsley efterträdde 1965 Gene Snyder som kongressledamot och efterträddes 1967 av William O. Cowger. Farnsley avled 1990 i Alzheimers sjukdom. En staty som föreställer Farnsley sittande på en bänk finns på Main Street i Louisville.